# 神风
神风是一个日本神道中的词语，指的是从「神」居住之处吹来的威力强大的风暴。
“神风”一词最早在《日本书纪》的垂仁纪中出现。1274年和1281年，元军两次攻打日本，都因为遭遇海上风暴而造成重大伤亡，被迫撤退。当时禅宗流行，根据迷信的说法，日本人认为是“神”制造了这些风暴，将外来入侵者毁灭。“神风”一词便用于指这两场风暴。
日本在二战期间曾经组织“神风特攻队”来对抗盟军，“神风”一名便是从此而来。